# 最小の非可算順序数
最小の非可算順序数（英: First uncountable ordinal）ω1の存在は、選択公理によらずに示すことができる（ハルトークス数を参照）。ω1は極限順序数で、すべての可算な順序数を含む非可算集合である。ときに Ω とも表記される。その濃度は最小の非可算基数 ℵ1 に等しい。

## 位相的性質
任意の順序数は、順序位相の入った位相空間と捉えることができる。位相空間 [0,ω1) および [0,ω1] は、いくつかの興味深い性質を持っている。
- [0,ω1) は点列コンパクトであるがコンパクトではない。任意の距離空間においてその二つは同値であるから、[0,ω1) は距離化不可能である。
- 可算コンパクトではあるため、 [0,ω1) はコンパクトでない可算コンパクト空間の例になっている。
- [0,ω1) は第一可算公理を満たすが可分でも第二可算的でもない。
- ω1 は[0,ω1) の極限点であるが、 [0,ω1) 内の可算な点列で ω1 に収束するものは存在しない。なぜなら、可算集合の可算和はまた可算集合になるからである。よって [0, ω1] においてω1 は可算な基本近傍系を持てず、[0, ω1] は第一可算公理を満たさない。
- ω1 から実数 {\displaystyle \mathbb {R} } への任意の連続関数 f は、ある順序数から先が定数関数になる。即ち、ある{\displaystyle \beta \in \omega _{1}}と実数{\displaystyle c\in \mathbb {R} }が存在して、{\displaystyle \beta <\alpha } ならば {\displaystyle f(\alpha )=c}となる[1]。

他にも ω1 は、長い直線やTychonoff plankといった、位相空間論における重要な反例を作り出すために用いられている。

## 連続体仮説
連続体仮説とは『連続濃度はω1の濃度と等しい』という命題で、19世紀にカントルによって提唱された。現在では、ZFCにおいて証明も反証もできない命題であることが知られている。この仮説との関連で、ω1 のべき集合 {\displaystyle {\mathcal {P}}(\omega _{1})} の構造も研究されている。